# Uchiwa-e
L'uchiwa-e est un genre de gravures japonaises du style ukiyo-e qui figurent sur les éventails rigides en forme de pagaie appelés uchiwa (団扇). Des images ovoïdes correspondant à la silhouette des uchiwa sont imprimées sur des feuilles rectangulaires de papier de riz (washi) puis découpées le long des marges et collées sur un cadre en bambou,.

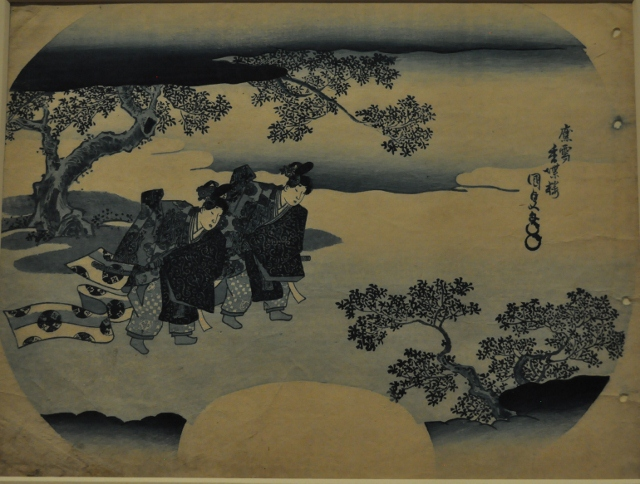
Gravure uchiwa-e de deux danseurs bugaku de la fin de l'époque d'Edo.

## Caractéristiques desuchiwa
Contrairement aux éventails pliants qui apparaissent au Japon aux VIe ou VIIe siècles, les uchiwa plats, non-pliables, ovales ou en « forme de haricot », sont d'origine chinoise. En termes d'utilisation populaire, les uchiwa ont un lien étroit avec la culture urbaine d'Edo (moderne Tokyo) qui prend de l'ampleur au cours des XVIIe et XVIIIe siècles. Les éventails pliants, appelés ōgi (扇), suehiro (末広) ou sensu (扇子), restent l'accessoire dominant dans le domaine de la culture de cour sophistiquée qui prévaut à Kyoto à l'époque.

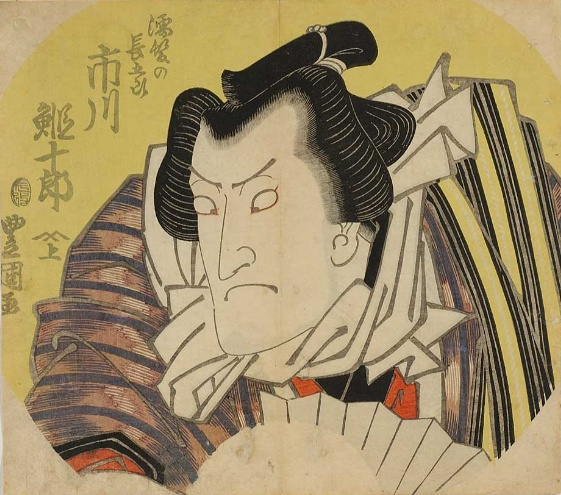
L'acteur Ichikawa Ebijūrō I par Toyokuni I

Du point de vue historique, les uchiwa sont un accessoire ostensiblement féminin, les hommes portant plus généralement des éventails pliants. Ce sont simultanément des accessoires de mode et des objets fonctionnels d'un usage quotidien. Ils sont fortement associés à l'été, puisqu'ils se vendent seulement au cours des mois de cette saison, et souvent décorés d'images estivales. Un critique fait valoir qu'en raison de leur utilisation par les femmes pendant les périodes de chaleur intense, les uchiwa « peuvent avoir une connotation suggestive ». 
De nos jours, les uchiwa sont utilisés pour se rafraîchir personnellement ainsi que pour éventer et refoirdir le riz au cours de la préparation des sushi. De façon plus solennelle, on peut aussi en observer dans un certain nombre de contextes, dont divers spectacles de danse d'été et comme accessoire porté par les arbitres au cours des compétitions de sumo.

## Histoire desuchiwa-e
Les uchiwa ornés de dessins imprimés sont produits pour la première fois au Japon pendant ou un peu avant les années 1680. Un des plus anciens exemples qui nous est parvenu est un e-hon (livre d'images) de 1684 de Hishikawa Moronobu (菱川師宣) intitulé Uchiwa zukushi (« Images d'uchiwa de chaque genre »), qui comprend des  illustrations dans des cadres en forme d'éventail. Autres exemples notables plaçant des uchiwa-e dans un contexte socio-historique, les gravures de Suzuki Harunobu (鈴木春信) de 1767 ou 1768 représentant des uchiwa uri (vendeurs d'éventails) et une gravure de 1814  d'Utagawa Kunisada dépeignant l'acteur kabuki Ichikawa Dannosuke II dans le rôle d'un vendeur d'éventails.

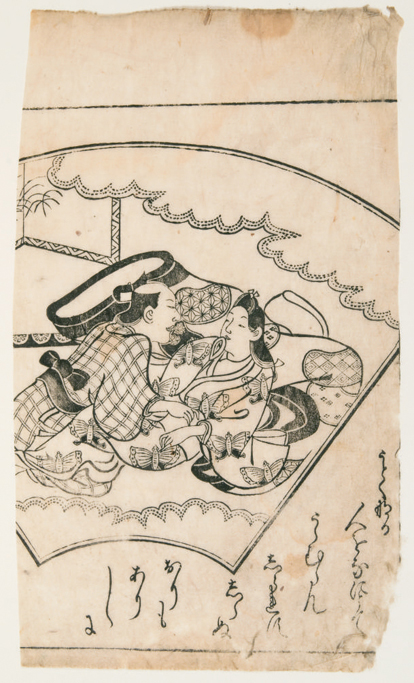
Moronobu - Uchiwae zukushi

Ebiya Rinnosuke (海老屋林之助) (1832–1895) est un vendeur véritable d'éventails à propos duquel nous disposons d'un certain nombre d'informations. Ebiya imprimait des gravures et vendait des éventails et  des impressions de taille standard jusque vers 1895. Bien que sa maison d'édition commandait à l'origine exclusivement des dessins d'Utagawa Kunisada et Utagawa Kuniyoshi, elle élargit la liste de ses fournisseurs pour inclure d'autres artistes à partir de la fin des années 1850.
Au cours du XIXe siècle, la production des gravures uchiwa-e et ōgi-e est sous le strict contrôle de la guilde des éditeurs d'éventails qui opère selon un système de règles et de réglementations différentes de celles appliquées aux gravures ordinaires. À partir de 1815 et jusqu'à la fin de l'époque d'Edo (1603-1868), les gravures d'éventails sont généralement marquées de sceaux indiquant leur année de publication.

## Exemples
La plupart, sinon tous les principaux dessinateurs de gravures de l'époque d'Edo ont travaillé dans le genre uchiwa-e en plus des impressions standards et des livres illustrés. Les dessins conçus pour les uchiwa-e se retrouvent dans toutes les grandes catégories de gravures dont les yakusha-e (gravures d'acteurs), bijin-ga (beautés), fūkei-ga (paysages), kachō-ga (nature) et musha-e (gravures de guerriers). Les quelques uchiwa-e notables conservés dans des collections modernes sont de Katsukawa Shunshō (1726-1793), Utagawa Toyokuni (1769-1825), Kunisada (1786-1865), Kuniyoshi (1797-1861) et Hiroshige (1797-1858).
Les uchiwa sont par définition des accessoires destinés à un usage pratique et quotidien. En raison de leur manipulation fréquente, il en reste peu d'exemplaires intacts. Pour cette raison, l'historien de l'art Amy Reigle Newland a suggéré que les uchiwa-e « sont probablement parmi les plus rares de toutes les catégories d'estampes ukiyo-e à recueillir et étudier ». (2005, 431)